# Mucho Party
Mucho Party est un jeu vidéo d'action développé et édité par GlobZ, sorti en 2014 sur iOS et Android.

## Accueil

### Critique
- Canard PC : 9/10[1]
- Pocket Gamer : 8/10[2]
- TouchArcade : 4/5[3]

### Prix
- Ping Awards 2014 : Meilleur jeu mobile[4]